# دبليو. سيدني روبنسون
دبليو. سيدني روبنسون (بالإنجليزية: W. Sydney Robinson)‏ هو كاتب سير بريطاني، ولد في 16 أبريل 1986.